# Lijst van voetbalinterlands Algerije - Niger
Deze lijst van voetbalinterlands is een overzicht van alle officiële voetbalwedstrijden tussen de nationale teams van Algerije en Niger. De Afrikaanse buurlanden hebben tot op heden elf keer tegen elkaar gespeeld. De eerste ontmoeting was een kwalificatiewedstrijd voor het Wereldkampioenschap voetbal 1982 in Constantine op 1 mei 1981. Het laatste duel, een groepswedstrijd tijdens het African Championship of Nations 2024, werd gespeeld op 18 augustus 2025 in Nairobi (Kenia).

## Wedstrijden
| №  | Plaats      | Datum            | Competitie                           | Wedstrijd        | Uitslag |
| -- | ----------- | ---------------- | ------------------------------------ | ---------------- | ------- |
| 1  | Constantine | 1 mei 1981       | WK 1982 kwalificatie                 | Algerije − Niger | 4 − 0   |
| 2  | Niamey      | 31 mei 1981      | WK 1982 kwalificatie                 | Niger − Algerije | 1 − 0   |
| 3  | Niamey      | 11 oktober 2003  | WK 2006 kwalificatie                 | Niger − Algerije | 0 − 1   |
| 4  | Algiers     | 14 november 2003 | WK 2006 kwalificatie                 | Algerije − Niger | 6 − 0   |
| 5  | Blida       | 26 mei 2012      | Vriendschappelijk                    | Algerije − Niger | 3 − 0   |
| 6  | Blida       | 8 oktober 2021   | WK 2022 kwalificatie                 | Algerije − Niger | 6 − 1   |
| 7  | Niamey      | 12 oktober 2021  | WK 2022 kwalificatie                 | Niger − Algerije | 0 − 4   |
| 8  | Oran        | 31 januari 2023  | African Championship of Nations 2022 | Algerije − Niger | 5 − 0   |
| 9  | Baraki      | 23 maart 2023    | Afrika Cup 2023 kwalificatie         | Algerije − Niger | 2 − 1   |
| 10 | Radès       | 27 maart 2023    | Afrika Cup 2023 kwalificatie         | Niger − Algerije | 0 − 1   |
| 11 | Nairobi     | 18 augustus 2025 | African Championship of Nations 2024 | Algerije − Niger | 0 − 0   |

## Samenvatting
| Competitie                      | Totaal gespeeld | Winst Algerije | Gelijk | Winst Niger | Doelsaldo Algerije – Niger |
| ------------------------------- | --------------- | -------------- | ------ | ----------- | -------------------------- |
| WK-kwalificatie                 | 6               | 5              | 0      | 1           | 21 − 2                     |
| Afrika Cup-kwalificatie         | 2               | 2              | 0      | 0           | 3 − 1                      |
| African Championship of Nations | 2               | 1              | 1      | 0           | 5 − 0                      |
| Vriendschappelijk               | 1               | 1              | 0      | 0           | 3 − 0                      |
| Totaal                          | 11              | 9              | 1      | 1           | 32 − 3                     |

Wedstrijden bepaald door strafschoppen worden, in lijn met de FIFA, als een gelijkspel gerekend.
FAF · A-internationals · Bondscoaches · Statistieken · Selecties · Algerijns vrouwenelftal · Olympisch elftal · Algerije U21 · Algerije U20 · Algerije U19 · Algerije U18 · Algerije U17
1957 – 1969 · 
1970 – 1979 · 
1980 – 1989 · 
1990 – 1999 · 
2000 – 2009 · 
2010 – 2019 ·
2020 − 2029
WK 1982 · 
WK 1986 · 
WK 2010 · 
WK 2014
OS 1980 · 
OS 2016
1957 · 
1958 · 
1959 ·
1960 · 
1961 · 
1962 · 
1963 · 
1964 · 
1965 · 
1966 · 
1967 · 
1968 · 
1969 ·
1970 · 
1971 · 
1972 · 
1973 · 
1974 · 
1975 · 
1976 · 
1977 · 
1978 · 
1979 ·
1980 · 
1981 · 
1982 · 
1983 · 
1984 · 
1985 · 
1986 · 
1987 · 
1988 · 
1989 · 
1990 · 
1991 · 
1992 · 
1993 · 
1994 · 
1995 · 
1996 · 
1997 · 
1998 · 
1999 · 
2000 · 
2001 · 
2002 · 
2003 · 
2004 · 
2005 · 
2006 · 
2007 · 
2008 · 
2009 · 
2010 · 
2011 ·
2012 ·
2013 ·
2014 ·
2015 ·
2016 ·
2017 ·
2018 ·
2019 ·
2020 ·
2021 ·
2022 ·
2023 ·
2024
Albanië ·
Angola ·
Argentinië ·
Armenië ·
Bahrein ·
Bangladesh ·
België ·
Benin ·
Bolivia ·
Bosnië en Herzegovina ·
Botswana ·
Brazilië ·
Bulgarije ·
Burkina Faso ·
Burundi ·
Centraal-Afrikaanse Republiek ·
Chili ·
China ·
Colombia ·
Congo-Brazzaville ·
Congo-Kinshasa ·
Cuba ·
Denemarken ·
Djibouti ·
DDR ·
Duitsland ·
Egypte ·
Engeland ·
Equatoriaal-Guinea ·
Ethiopië ·
Finland ·
Frankrijk ·
Gabon ·
Gambia ·
Ghana ·
Guinee ·
Guinee-Bissau ·
Hongarije ·
Ierland ·
Irak ·
Iran ·
Italië ·
Ivoorkust ·
Joegoslavië ·
Jordanië ·
Kaapverdië ·
Kameroen ·
Kenia ·
Koeweit ·
Lesotho ·
Libanon ·
Liberia ·
Libië ·
Luxemburg ·
Madagaskar ·
Malawi ·
Maleisië ·
Mali ·
Malta ·
Marokko ·
Mauritanië ·
Mexico ·
Mozambique ·
Namibië ·
Nepal ·
Niger ·
Nigeria ·
Noord-Ierland ·
Oeganda ·
Oman ·
Oostenrijk ·
Peru ·
Polen ·
Portugal ·
Qatar ·
Roemenië ·
Rusland ·
Rwanda ·
Saoedi-Arabië ·
Senegal ·
Servië ·
Seychellen ·
Sierra Leone ·
Slovenië ·
Slowakije ·
Soedan ·
Somalië ·
Sovjet-Unie ·
Spanje ·
Syrië ·
Tanzania ·
Togo ·
Tsjaad ·
Tunesië ·
Turkije ·
Uruguay ·
Verenigde Arabische Emiraten ·
Verenigde Staten ·
Zambia ·
Zimbabwe ·
Zuid-Afrika ·
Zuid-Jemen ·
Zuid-Korea ·
Zweden ·
Zwitserland
België (2014) · 
Chili (1982) · 
Duitsland (2014) · 
Engeland (2010) · 
Oostenrijk (1982) ·
Rusland (2014) ·
Senegal (2019, 2) ·
Slovenië (2010) · 
Verenigde Staten (2010) ·
West-Duitsland (1982) · 
Zuid-Korea (2014)
FNF · Nigerees vrouwenelftal
Interlands
Tegenstander:
Algerije ·
Angola ·
Benin ·
Botswana ·
Burkina Faso ·
Burundi ·
Congo-Brazzaville ·
Congo-Kinshasa ·
Djibouti ·
Egypte ·
Equatoriaal-Guinea ·
Ethiopië ·
Gabon ·
Gambia ·
Ghana ·
Guinee ·
Ivoorkust ·
Kaapverdië ·
Kameroen ·
Lesotho ·
Liberia ·
Libië ·
Madagaskar ·
Mali ·
Marokko ·
Mauritanië ·
Mozambique ·
Namibië ·
Nigeria ·
Oeganda ·
Oekraïne ·
Senegal ·
Sierra Leone ·
Soedan ·
Somalië ·
Swaziland ·
Tanzania ·
Togo ·
Tsjaad ·
Tunesië ·
Zambia ·
Zimbabwe ·
Zuid-Afrika